# Nemesia brevicalcarata
Nemesia brevicalcarata är en flenörtsväxtart som beskrevs av Rudolf Schlechter. Nemesia brevicalcarata ingår i släktet nemesior, och familjen flenörtsväxter. Inga underarter finns listade i Catalogue of Life.